# Găujani
Găujani es una comuna ubicada en el distrito de Giurgiu, Rumania.

## Superficie
Cuenta con una superficie de 81,02 kilómetros cuadrados.

## Demografía
Hasta 2021 la población era de 2223 habitantes, con una densidad de población de 27,44 habitantes por kilómetro cuadrado.